# Chrzanów

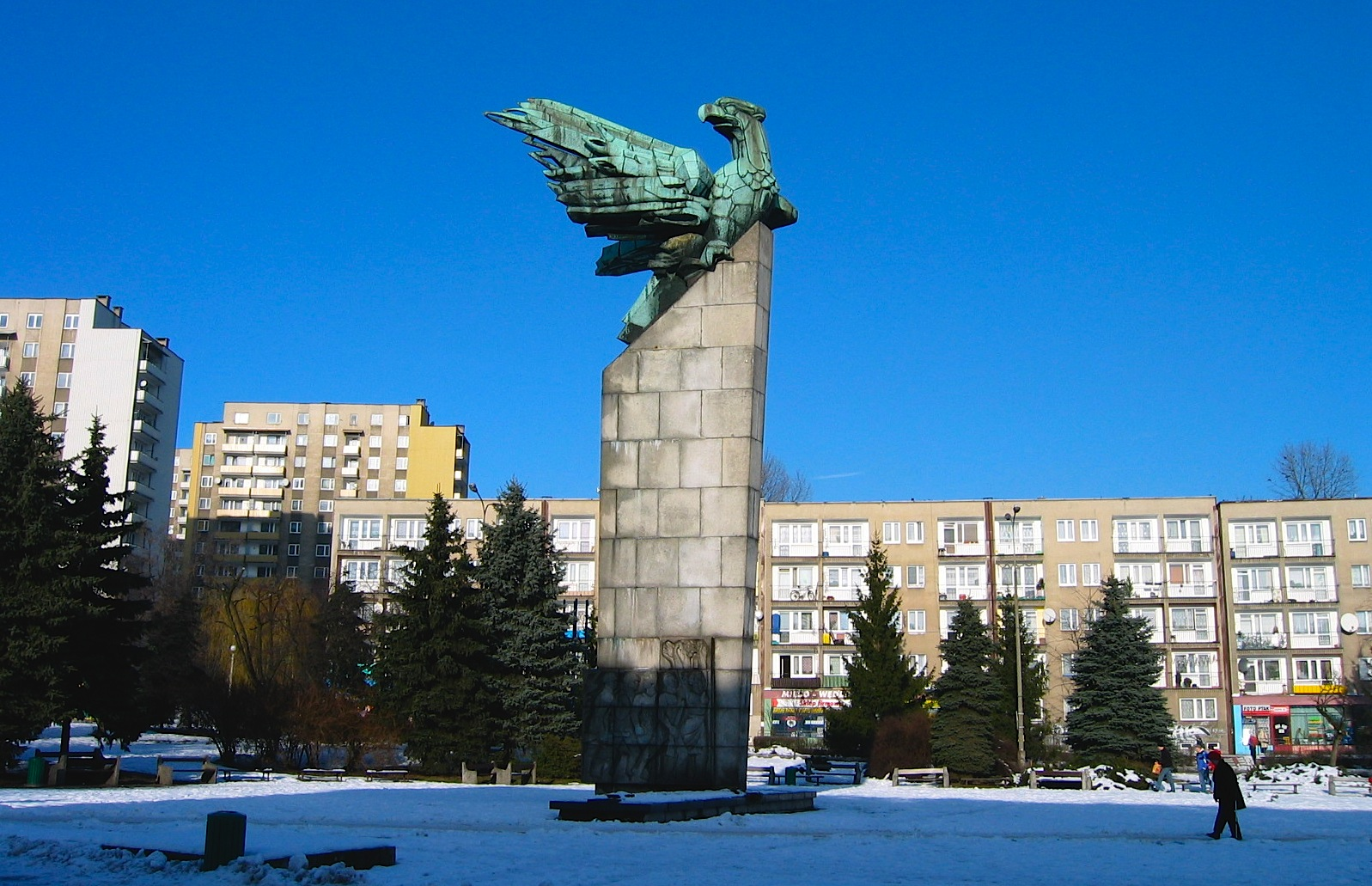
Chrzanów, Plaza del Milenio

Chrzanów es una ciudad del sur de Polonia con 39 049 habitantes (2009). Está situado en el Voivodato de Pequeña Polonia.

## Personalidades
- Filip Müller general, nacido en Chrzanów en 1867
- Andrzej Grabowski actor, nacido en Chrzanów en 1952
- Zbigniew Wąsiel artista, nacido en Chrzanów en 1966
- Mateusz Kowalczyk tenista, nacido en Chrzanów en 1987
- Mascha Kaléko (1907-1975), poetisa en idioma alemán.